# Жолдак, Богдан Алексеевич
Богдан Алексеевич Жолдак (укр. Жолдак Богдан Олексійович; 13 февраля 1948, Киев — 31 октября 2018, Киев) — украинский писатель, сценарист и драматург, педагог, телеведущий. Член Национального союза писателей Украины (1993) и Национального союза кинематографистов Украины (2000) и объединения «Кинопис».

## Биография
Родился 13 февраля 1948 в Киеве в семье писателя  Олеся Ивановича Жолдака и поэтессы Евы Устиновны Нарубиной.
Окончил Специализированную Школу № 87. В 1971 году окончил филологический факультет Киевского Национального университета имени Тараса Шевченко.
Работал ведущим телевизионных программ на УТ-1 и канале «1 + 1» и еженедельной радиопередачи на первом канале Национального радио «Брехи — літературні зустрічі з Богданом Жолдаком». Работал на киностудии «Рось» при АО «Компания „Рось“», преподавал сценарное мастерство на кинофакультете Киевского государственного института театрального искусства им. Карпенко-Карого.
Скончался 31 октября 2018 в Киеве. Похоронен на Берковецком кладбище.

## Книги
- Спокуси. — К.: Радянський письменник, 1991. — 203 с.
- Яловичина. — К.: НКВЦ «Рось», 1991.
- Як собака під танк. — Харків: Березіль, 1994.
- Бог буває: ОГІУЄ Зіогіез. — К.: Факт, 1999. — 96 с.
- Антиклімакс. — К.: Факт, 2001.
- Гальманах. — К.: Факт, 2007. — 248 с.
- Казкарик, або Казковий конструктор. — К.: Грані-Т, 2008.
- Богдан Жолдак про Карпа Соленика, Йосипа Тимченка, Івана Піддубного, Юрія Кондратюка, Миколу Лукаша] / Б. Жолдак. — Київ : Грані-Т, 2009. — 125 с. — (Серія «Життя видатних дітей»). — ISBN 978-966-465-256-5
- Коли генії плачуть. — К.: Грані-Т, 2009, серія «Дивний детектив-08».
- Капосні капці. — К.: Грані-Т, 2008, 2010, серія «Сучасна дитяча проза».
- Гаряча Арктика. — К.: Грані-Т, 2010.
- Укри. — К.: А-ба-ба-га-ла-ма-га, 2015. — 224 с. — ISBN 978-617-585-087-9
- Нестяма: збірка оповідань. — Львів: Видавництво Старого Лева, 2017. — 336 с.
- Під зіркою Лукаша. — К.: ДУХ І ЛІТЕРА, 2018. — 320 с. (Серія «Постаті культури»). ISBN 978-966-378-564-6

## Сценарии фильмов
- 1982 — Мышки-малышки (анимационный);
- 1986 — Запорожец за Дунаем («Запорожець за Дунаєм»);
- 1987 — Конотопская ведьма («Конотопська відьма»);
- 1989 — Второе «Я» (короткометражный);
- 1990 — Ведьма («Відьма»);
- 1991 — Казаки идут («Козаки йдуть»);
- 1992 — Иван и кобыла (Украина);
- 1994 — Дорога на Сечь («Дорога на Січ»).

## Актёрская работа
- 1973 — Будни уголовного розыска — сотрудник УгРо, лейтенант милиции
- 1975 — Там вдали, за рекой — эпизод
- 1982 — Женские радости и печали — Федя Пузик, морской пехотинец
- 1993 — Фучжоу — эпизод

## Семья
- Жена Ирина - преподаватель музыки. Дочь — арт-критик и галерист Дарина Жолдак (1981—2012). Двоюродный племянник -  режиссер  Андрей Жолдак